# Чикаго (фільм)
«Чика́го» (англ. «Chicago») — фільм Роба Маршалла, знятий за однойменним мюзиклом. Фільм здобув тринадцять номінацій премії «Оскар» і в шести з них переміг. Входить до списку найкращих американських фільмів-мюзиклів, укладеному в 2006 році Американським інститутом кіномистецтва. Не рекомендується до перегляду особам до 13 років.

## Синопсис
Головна героїня історії — мешканка міста Чикаго Роксі Гарт вже довгий час перебуває у шлюбі з механіком Еймосом, але мріє про більше — стати знаменитою і блищати на сцені, як це робить її кумир — стервозна примадонна Велма Келлі. Однак Роксі змушена щодня проводити вдома і чекати, коли простодушний Еймос повернеться з роботи. Щоб вийти в люди, Роксі заводить роман із меблевим продавцем Фредом Кейслі, що обіцяє замовити про неї слівце своєму другові — господареві кабаре. Насправді ніякого друга не існувало, і Кейслі просто обманював її заради інтрижки. Дізнавшись правду, Роксі відмовилася миритися з такими обставинами й вбила коханця з чоловікового пістолета. Спочатку Еймос вирішує взяти провину на себе, оскільки Роксі стверджує, що вбитий був грабіжником, який намагався її вбити, але після того, як з'ясовується, що вбитий був коханцем Роксі, розгніваний Еймос відправляє дружину за ґрати. З цього моменту починається історія про пригоди Роксі у чиказькій жіночій в'язниці. Туди потрапляє і співачка Велма, яка у пориві люті вбила чоловіка й сестру за те, що вони були коханцями. У цій в'язниці господарює ексцентрична наглядачка на прізвисько Мама, яка запровадила у в'язниці суворий лад, однак за гроші готова виконати будь-яке прохання ув'язнених жінок.
Як головний герой у сюжеті також фігурує успішний адвокат Біллі Флінн, що бере за свої послуги величезні гроші й не програв ще жодної справи. Роксі мріє, щоб саме він вів її справу, але є проблема: Флінн уже працює зі справою Велми. На прохання Роксі Мама налагоджує зв'язки з Флінном, який неохоче погоджується вести справу Роксі. Після цього Велма й Роксі стали ворогами. Флінн використовує свої зв'язки для того, щоб долею Роксі зацікавилося якомога більше людей. Її історія робить величезний фурор у пресі, і мрія героїні нарешті збувається: тепер вона знаменитість. Разом Роксі та Флінн продумують справу до дрібниць і готові йти на будь-які жертви заради того, щоб виграти її.

## Саундтрек
1. «And All That Jazz» — Велма Келлі й вар'єте
2. «Funny Honey» — Роксі Гарт
3. «When You're Good to Mama» — «Мама» Мортон
4. «Тюремне танго» (англ. Cell Block Tango) — Велма, Мона та ін.
5. «All I Care About» — Біллі Флінн
6. «We Both Reached for the Gun» — Біллі, Роксі, Мері Саншайн та інші журналісти
7. «Roxie» — Роксі
8. «I Can't Do It Alone» — Велма
9. «Mister Cellophane» — Еймос Гарт
10. «Шик-блиск» (англ. Razzle Dazzle) — Біллі й компанія
11. «Клас» (англ. Class) — Велма і Мама[1]
12. «Nowadays» — Роксі
13. «Nowadays/Hot Honey Rag» — Роксі й Велма
14. «I Move On» — Роксі й Велма (у титрах)

Диск з саундтреком отримав Греммі у 2004 році.

## Нагороди
- 2003 — Премія «Оскар»

* найкращий фільм року (Мартін Річардс)
* найкраща жіноча роль другого плану (Кетрін Зета-Джонс)
* найкращий монтаж (Мартін Волш)
* найкращий звук (Майкл Мінкер, Домінік Тавель, Девід Лі)
* найкращий дизайн костюмів (Коллін Етвуд)
* найкращі декорації (Джон Майр, Гордон Сім)
- 2003 — Премія BAFTA

* найкраща актриса другого плану (Кетрін Зета-Джонс)
* найкращий звук (Майкл Мінкер, Домінік Тавель, Девід Лі, Моріс Шелл)
- 2003 — Премія Едгара Алана По

* найкращий художній фільм (Білл Кондон)
- 2003 — Премія «Золотий глобус»

* найкращий мюзикл / комедія
* найкращий актор мюзиклу / комедії (Річард Гір)
* найкраща акторка мюзиклу / комедії (Рене Зеллвегер)
- 2004 — Премія «Греммі»

* найкращий саундтрек (Ренді Спендлав, Рік Вейк, Джоел Мосс, Ден Гетцел)
- 2002 — Премія Національної ради кінокритиків США

* найкращий режисерський дебют (Роб Маршалл)